# Pamélo Mounka
 (février 2020).
Si vous disposez d'ouvrages ou d'articles de référence ou si vous connaissez des sites web de qualité traitant du thème abordé ici, merci de compléter l'article en donnant les références utiles à sa vérifiabilité et en les liant à la section « Notes et références ».
 (décembre 2015).
André (ou Yvon) MBemba-Bingui (ou Bingui Mbemba), alias Pamelo Mounka (parfois orthographié Pamelo Mounk’a) ou Pablito, né le 10 mai 1945 à Brazzaville et mort le 14 janvier 1996 dans la même ville, est un auteur-compositeur et arrangeur congolais.
Pamelo Mounka a apporté une contribution importante au développement de la musique afro-cubaine, en particulier la rumba congolaise et le style soukous.

## Biographie

### 1945 à 1959: Enfance et éveil musical
André Bemba-Bingui, fils de Jules Bingui et Joséphine Loubélo, naît et grandit à Brazzaville dans le quartier de Poto-Poto. Le jeune André est scolarisé à l’école primaire Saint-Vincent puis au lycée Chaminade de Brazzaville. Il est chantre à partir de 1956 dans la chorale Sacré Chœur de la cathédrale de la capitale. Il se rend par ailleurs fréquemment au bar musical « Faignond » situé à Poto-Poto.
À cette époque, les surnoms d’André sont « Beda », « Bendol » ou encore « Pablito », ce dernier étant une référence à sa connaissance de la langue espagnole. C’est sous le nom de scène « Pablito » qu’il participe à ses premières formations musicales que sont les groupes de quartier Negro City et la Jeunesse Musicale du Congo.

### 1959-1963: Compositions pour Tabu Ley Rochereau
En 1959, à l’âge de quatorze ans, Pablito rencontre à Kinshasa le musicien Tabu Ley Rochereau, par l’intermédiaire d’un membre de sa famille qui avait été scolarisé à Kinshasa avec le musicien. Pablito commence à composer pour Tabu Ley, qui s’affirme rapidement comme son mentor musical. Entre 1959 et 1962 principalement, Pablito se déplace régulièrement entre Brazzaville et Kinshasa pour côtoyer Tabu Ley. Tout au long de sa carrière, la relation entre Pablito et son mentor restera forte et faite tout à la fois d’estime, de collaboration et parfois de rivalité.

### 1963-1964: Première période Bantous de la Capitale
En juillet 1963, l’orchestre des Bantous de la Capitale, dirigé par Jean-Serge Essous, connaît la défection de trois de ses principaux membres. Pablito se voit proposer de rejoindre les Bantous de la Capitale. C’est ainsi en 1963, à l’âge de dix-huit ans, que Pablito intègre l’orchestre et y crée notamment sa première chanson en nom propre, Na landa bango.

### Avril à novembre 1964: Nouvelle collaboration avec Tabu Ley
En avril 1964, Pablito fait défection des Bantous et traverse à nouveau le Pool Malebo pour intégrer à Kinshasa le groupe African Fiesta, tout récemment formé par Tabu Ley et d’autres musiciens qui dissidents de l’African Jazz du Grand Kallé. L’expérience kinoise d’African Fiesta est pour Pablito l’occasion de s’exercer à un rythme d’écriture et de représentation intense — près de soixante titres sont recensés sur la période d’avril à novembre 1964 — et de construire son style de composition propre. Ce style repose principalement sur la remise en question du rythme relativement lent des compositions de cette époque, Pablito proposant des ruptures de rythme et une cadence accélérée inspirée de la pachanga et de la rumba cubaine.
Cette période prolifique prend fin en novembre 1964, du fait de la décision d’expulsion du Congo-Kinshasa des ressortissants du Congo-Brazzaville prise à l’été de la même année par le gouvernement de Kinshasa. Pamelo Mounka, au même titre que bon nombre de ses compatriotes musiciens exerçant à Kinshasa, regagne Brazzaville.

### 1964 à 1972: Deuxième période Bantous de la Capitale
Rentré de Kinshasa en novembre 1964, Pablito réintègre les Bantous de la Capitale, tout comme les autres artistes issus de l’African Fiesta comme le chanteur Célestin Nkounka (1964) et le saxophoniste Nino Malapet (1966). Rencontrant des difficultés de droits d’auteur puisque ceux-ci sont reversés par erreur à un musicien cubain homonyme, Pablito se décide en 1965 de changer de nom de scène : il sera désormais Pamelo Mounka. Ses premières compositions en tant que Pamelo Mounka sont Camitina et Patience. En 1968, Pamelo Mounka compose et interprète Masuwa, chanson pionnière du style soukous qui rencontre un succès très important au Congo et marquera durablement la carrière du musicien. En 1970, c’est au tour de la chanson Amour folie Clara, que le musicien présentait comme sa préférée, de marquer les esprits par les innovations de son arrangement et de sa rythmique.
Cette deuxième grande période de Pamelo Mounka au sein des Bantous s’accompagne en 1969 du projet Les Fantômes, formation musicale brève mais productive ; les principales chansons écrites durant cette expérience sont Petite Lola, L’oiseau rare, Papa, Séjour, Kati Bebi et Bebi.

### 1972 à 1978: Le Peuple du trio Cépakos
En novembre 1972, l’orchestre des Bantous de la Capitale connaît à nouveau une période de crise. Elle prend cette fois-ci la forme d’une scission en deux orchestres : l’orchestre du Peuple du trio Cépakos (réunissant Célestin NKouka, Pamelo Mounka et Kosmos Moutouari) d’une part, et l’orchestre Les Nzoys (composé d’Edo Nganga, Théo Bitsikou et Alphonse Mpassi Mermans).
L’expérience du trio Cépakos, qui tire son nom des premières syllabes des prénoms de ses membres (Célestin, Pamelo, Kosmos), ne vise pas la poursuite de tournées internationales mais au contraire un enracinement local : le « peuple » auquel il est fait référence est celui de l’arrondissement de Bacongo. Durant cette période, le bar-dancing Lumi-Congo de Brazzaville accueille fréquemment les prestations des Cepakos. Ceux-ci s’attachent à lancer d’autres artistes, tels que Lucky Mahougou, qui avait été un membre du Negro Band aux côtés de Pamelo Mounka dans les années 1950. Pamelo Mouka sort un nombre considérable de morceaux à cette période : Alleluia, Louisie, Soso ya yambo, Libinsa ngai Massengo, Sonia, Muana Mboyo, Mabeyeyi, Monsieur Nkanza, Meji, Mes larmes, Conscience.
Pamelo quitte l’orchestre du Peuple en 1978 pour rejoindre à nouveau les Bantous de la Capitale. Après la défection supplémentaire de Kosmos Moutouari en 1980, Le Peuple sera dissous en 1985 par son membre fondateur restant, Célestin Kouka.

### 1978 à 1981: Troisième période Bantous de la Capitale et lancement de la carrière solo
Pamelo Mounka réintègre les Bantous en 1978. C’est à cette période que Pamelo Mounka prépare activement sa carrière solo et internationale.
À Brazzaville, Pamelo compose notamment Sélimandja et Oyourou Nyoumba : cette dernière a été composée par Pamelo à l’été 1978, alors qu’il voyageait avec les Bantous de la Capitale à bord d’un navire soviétique à destination de La Havane pour participer en tant que Bantou de la Capitale, au XIème Festival mondial de la jeunesse et des étudiants. Sélimandja est publiée en 1979 parmi les chansons du premier album de Pamelo en tant que musicien affranchi de son orchestre. Oyouru Nyoumba sera quant à elle publiée dans le premier album solo international du chanteur.

### 1981-1986: Carrière solo internationale
Encouragé par le producteur musical Eddy’son notamment, Pamelo se rend en 1981 à Paris pour enregistrer un premier album visant une distribution internationale. Ce premier album est un franc succès (titres L’argent appelle l’argent, Oyourou Nyoumba, Amour de Nombakélé, Ngai muana mana). Cet album rencontre un succès mondial, bien au-delà de l’Afrique centrale avec cependant des popularités différentes selon la chanson et la région du monde : ainsi, si L’argent appelle l’argent rencontre le succès aussi bien en Afrique qu’en Europe ou en Amérique, Amour de Nombakélé connaîtra un écho et une postérité populaires tout particuliers à Libreville (Gabon), où se situe le quartier de Nombakélé.
En novembre 1982, Pamelo quitte officiellement les Bantous pour se consacrer à plein temps à sa carrière solo. C’est cette même année 1982 que Pamelo enregistre un deuxième album à Paris, qui connaît également un succès important (titres Ce n’est que ma secrétaire, Amour quand tu me prends), puis un troisième album. Cette troisième production ne rencontre pas un succès comparable aux deux précédents et attire incidemment sur le musicien les foudres de nombreux collectifs féministes africains et européens qui lui reprochent l’image dégradante donnée des femmes dans sa chanson Ça ne se prête pas (1982).
En 1983, Pamelo Mounka renoue avec le succès commercial avec son quatrième album international, Propulsion ! (titres Laisse-toi vivre Mamouni, Affaire de cœur, Yhiayhia Dzellat, Mariaker). En 1983 toujours, Pamelo enregistre un album avec Tabu Ley & Afrisa International, sur lequel figurent notamment les chansons Cynthia et On ne meurt qu’une fois (cette dernière en duo avec M’Bilia Bel).
Pamelo enchaîne jusqu’en 1986 les tournées internationales (Bénin, Togo, Burkina Faso, Côte d’Ivoire, Congo-Kinshasa et Congo-Brazzaville). En 1985, il fait partie des initiateurs d’un concert caritatif à Abidjan en faveur des populations éthiopiennes confrontées à la famine. En 1986, il enregistre l’album Lisanga ya ba ndoki avec Youlou Mabiala.

### 1986-1990: Quatrième et dernière période Bantous de la Capitale
En 1986, sur intervention notamment de Jean-Jules Okabando, maire de Brazzaville, les Bantous de la Capitale sont reformés avec pour chef d’orchestre Pamelo Mounka. Les Bantous enregistrent un nouvel album en 1987 sur lequel figure notamment la chanson Ave Maria, qui porte la marque du thème religieux que Pamelo Mounka introduit dans plusieurs de ses compositions musicales à compter de cette période de sa vie. Les Bantous de la Capitale se séparent à nouveau en 1990 avec le départ de Pamelo Mounka qui d’une part, crée l’orchestre Bantous Monument, et d’autre part cherche à poursuivre sa carrière solo avec l’enregistrement de l’album D’ici à l’an 2000 (1990).

### 1990-1996: Maladie et disparition
Souffrant de diabète dès 1988, Pamelo Mounka voit sa santé se dégrader progressivement à compter du début des années 1990. Ces années sont marquées par un projet d’enregistrement de chansons à religieuses en collaboration avec Freddy Kebano ; sa maladie ne permettra cependant pas à Pamelo Mounka de mener à bien ce projet. Il s’éteint le 14 janvier 1996 à Brazzaville.

## Empreinte et postérité

### Les apports de Pamelo Mounka à la musique afro-cubaine
Pamelo Mounka a apporté à la musique afro-cubaine une approche innovante et plus ouverte. Contrairement à la plupart de ses contemporains dont les références étaient le son cubano ou bien la rumba congolaise, Pamelo a introduit des sonorités à la fois pachanga et rumba.
À ce titre, Masuwa (1968) et Amour folie Clara (1970) sont deux chansons clé de la carrière de Pamelo Mounka. Au fil des années, Mazuwa (1968) s’est enracinée dans la culture populaire du Congo-Brazzaville ; la chanson y est fréquemment interprétée dans les célébrations et évènements publics.

### Hommages officiels et professionnels
C’est à titre posthume que Pamelo Mounka a été décoré de la Médaille du mérite congolais par le Premier ministre Joachim Yhombi-Opango, à l’occasion des obsèques du chanteur en janvier 1996.
En 1985, Pamelo Mounka est nommé « stagiaire professionnel » à la SACEM : il s’agissait alors du deuxième musicien d’Afrique centrale à recevoir cette distinction après le Camerounais Manu Dibango. En 1981, Radio France Internationale le sacre « meilleur musicien africain de l’année ».
Le saxophoniste Nino Malapet, membre historique des Bantous de la Capitale, avait affirmé en 1972 à propos de Pamelo Mounka à la suite d'un énième éclatement de l’orchestre : « De tous les musiciens qui sont partis, nous regretterons Pamelo, car lui seul est un orchestre ». Nino Malapet avait succédé en 1966 à Jean-Serge Essous à la tête des Bantous de la Capitale, avant d’être lui-même remplacé à ce poste en 1986 par Pamelo Mounka. Malapet résuma de la manière suivante sa perception des styles de chacun de ces trois chefs d’orchestre : « Essous est l’âme des Bantous, Nino le gardien du temple et Pamelo l’héritier. »

### Reprises
Les chansons de Pamelo Mounka sont reprises et appropriées par de nombreux artistes à travers le monde. Deux reprises en particulier ont une valeur symbolique forte pour sa carrière : il s’agit des réinterprétations de Camitina et Masuwa par Tabu Ley. Tabu Ley est le mentor de Pamelo Mounka ; il signifie par ces reprises l’estime qu’il porte à l’œuvre de son disciple avant même que les deux hommes n'enregistrent un album ensemble, en 1983.
Parmi les artistes ayant repris Pamelo Mounka après sa disparition, se trouvent Freddy Kebano (avec lequel Pamelo Mounka avait enregistré des chants religieuses au crépuscule de sa vie), Clotaire Kimbolo, Barbara Kanaum, Djessy Deslong ou encore le groupe franco-congolais Bisso Na Bisso dont le morceau Dans la peau d’un chef (1999) reprend L’Argent appelle l’argent.
En 2011 est édité le double CD L’Afrique enchantée, regroupant les titres les plus réclamés par les auditeurs de l’émission radiophonique du même nom (France Inter). Parmi ces titres les plus demandés figure L’argent appelle l’argent de Pamelo Mounka.